# García I. Galíndez
García I. Galíndez Loši (šp. García Galíndez I el Malo) (umro 833.) bio je grof Aragonije između 820. i 833. godine. Bio je sin Galinda Velasca i njegove žene Faquilo.
Oženio se Matronom, kćerju Aznara I., grofa Aragonije. Ubio je Kentulfa, Matroninog brata i otjerao Matronu kako bi se oženio Nunilom od Pamplone, kćerju Íñiga Ariste, kralja Pamplone, s kojom je imao sina, Galinda Garcésa. Prema predanju, razlog ovakvog ponašanja je bio taj što su Kentulf i njegov brat Galindo I. Aznárez napravili šalu s njime i zatvorili ga u neku kuću na Ivanje.
Íñigo Arista mu je osigurao malu vojsku s kojom je smijenio Aznara I. i preuzeo vlast nad Aragonijom 820.
824. García je pomogao Íñigu u jednoj ekspediciji protiv Franaka u Navari koju je naredio Luj I. Pobožni i koju je predvodio grof od Elbe i Aznár. Uz pomoć Muse ibn Fortúna, iz obitelji Banu Qasi, Franci su poraženi.
Prema nekim vrelima, 833. godine, García I. Galíndez je prepustio vladavinu grofovijom svom sinu Galíndu Garcésu.